# Grafmonument van Gustave Mutsaerts
Het grafmonument van Gustave Mutsaerts op de rooms-katholieke begraafplaats Binnenstad in de Nederlandse stad Tilburg is een rijksmonument.

## Achtergrond
De overledene Gustave Louis Frans Willem Mutsaerts (Tilburg, 31 augustus 1901 – aldaar, 21 november 1901) was een zoon van fabrikant Wilhelmus Josephus Franciscus Mutsaerts en Amanda Maria Johanna Josephine Mathilde Diepen. Het grafmonument werd gemaakt bij de Tilburgse Firma L. Petit. 

## Beschrijving
Het monument bestaat uit een witmarmeren rotspartij die aan de voorziende is voorzien van bloemranken en een cartouche, met daarin het opschrift "Gustave Louis Frans Willem". Op de rotspartij staat een boomkruis met eikenbladeren aan de voet en een engel die een lauwerkrans om het kruis hangt. Op de basis de tekst "Geb. 31 aug. 1901 overl. 21 nov. 1901".

## Waardering
Het grafmonument werd in 2002 in het Monumentenregister opgenomen. "Het heeft cultuurhistorische waarde als bijzondere uitdrukking van een sociale en geestelijke ontwikkeling, in het bijzonder de katholieke grafcultuur en tevens vanwege de typologie en de uniciteit van het object. Bovendien is het van belang als onderdeel van een groter geheel dat cultuurhistorisch, architectuurhistorisch en stedenbouwkundig van belang is als de eerste katholieke begraafplaats in Tilburg."